# سد فودوداني
سد فودوداني (باليابانية: سد فودوداني) هو سد الجاذبية يقع في محافظة ميه في اليابان. يستخدم السد لإنتاج الطاقة. تبلغ مساحة مستجمعات السد 28.6 كيلومتر مربع، ويحجز السد حوالي 2 هكتار من الأرض عند امتلائه يمكنه تخزين 71 ألف متر مكعب من المياه. بدأ بناء السد عام 1957 واكتمل عام 1961. 